# Scalibregmides chilensis
Scalibregmides chilensis är en ringmaskart som beskrevs av Hartmann-Schröder 1965. Scalibregmides chilensis ingår i släktet Scalibregmides och familjen Scalibregmatidae. Inga underarter finns listade i Catalogue of Life.